# Provincia di Kotayk'
Kotayk' (in armeno Կոտայք?; ) è una provincia dell'Armenia di circa 276 200 abitanti (2007). È situata nel centro del paese.
Il suo capoluogo è Hrazdan.
La provincia è meta delle località turistiche di Garni e Geghard.

## Geografia fisica
Kotayk è l'unica provincia (marz) armena che non confina con stati esteri.
Confina con le seguenti province (marzer)
- provincia di Lori - nord
- Tavush - nordest
- Gegharkunik - est
- Ararat (provincia) - sud
- Aragatsotn - ovest

A sudest tra le confinanti province di Ararat e Aragatsotn, Kotayk confina anche con Erevan.
Nella provincia è presente il Lago Akna.

## Geografia antropica

### Suddivisioni amministrative
La provincia è suddivisa in 67 comuni, dei quali 7 sono considerate città:
- Hrazdan
- Abovyan
- Byureghavan
- Charentsavan
- Nor Hachn
- Tsaghkadzor
- Yeghvard
- Aghavnadzor
- Akunk
- Alapars
- Aragyugh
- Aramus
- Argel
- Arindj
- Artavaz
- Arzakan
- Arzni
- Balahovit
- Bjni
- Buzhakan
- Djraber
- Djrarat
- Dzoraghbyur

- Fantan
- Gaghard
- Garni
- Geghadir
- Geghashen
- Getamech
- Getargel
- Goght
- Hankavan
- Hatis
- Hatsavan
- Jrvezh
- Kaghsi
- Kamaris
- Kanakeravan
- Karashamb
- Karenis
- Kasakh
- Katnaghbyur
- Kotayk
- Lernanist
- Marmarik
- Majakovskij

- Meghradzor
- Mrgashen
- Nor Artamet
- Nor Geghi
- Nor Gyugh
- Nor Yerznka
- Nurnus
- Proshyan
- Ptghni
- Saralanj
- Sevaberd
- Solak
- Teghenik
- Verin Ptghni
- Voghchaberd
- Zar
- Zoravan
- Zovashen
- Zovk
- Zovuni

## Curiosità
"Kotayk" è anche il nome di una birra armena rinomata nel mondo.